# Paulo André Silva
Paulo André "Paulão" Jukoski da Silva, född 24 december 1963 i Porto Alegre, är en brasiliansk före detta volleybollspelare. Silva blev olympisk guldmedaljör i volleyboll vid sommarspelen 1992 i Barcelona.